# Sergio Córdova
Sergio Córdova (ur. 9 sierpnia 1997 w Calabozo) – wenezuelski piłkarz grający na pozycji napastnika. Od 2024 roku zawodnik PFK Soczi.

## Życiorys
Jest wychowankiem Caracas FC. W czasach juniorskich trenował także w Arroceros de Calabozo FC. W latach 2015–2017 był zawodnikiem pierwszego zespołu Caracas. 4 lipca 2017 odszedł do niemieckiego FC Augsburg za milion euro. W Bundeslidze zagrał po raz pierwszy 19 sierpnia 2017 w przegranym 0:1 meczu z Hamburgerem SV. Do gry wszedł w 67. minucie, zastępując Michaela Gregoritscha. Pierwszego gola w lidze strzelił 26 sierpnia 2017 w zremisowanym 2:2 spotkaniu z Borussią Mönchengladbach.
W reprezentacji Wenezueli zadebiutował 31 sierpnia 2017 w zremisowanym 0:0 meczu z Kolumbią w ramach eliminacji do Mistrzostw Świata 2018.